# Gelanor ornatus
Gelanor ornatus là một loài nhện trong họ Mimetidae.
Loài này thuộc chi Gelanor. Gelanor ornatus được miêu tả năm 1953 bởi Schenkel.